# Fidelino de Figueiredo
Fidelino de Figueiredo (Lisboa, 1889-Lisboa, 1967) fue un hispanista, lusista, escritor, historiador, crítico literario, ensayista y político portugués.

## Biografía
Se formó en la Universidad de Lisboa, fundó y dirigió la Revista de História entre 1912 y 1928, ocupando la dirección de la Biblioteca Nacional de Portugal en 1918-1919 y 1927. Fue ministro con Sidónio Pais (1918-1919), y al ser asesinado éste, se expatrió, viajando por diversos países como España (donde enseñó literatura portuguesa y española en la Universidad Central de Madrid), México y los EE UU. Asentado en Brasil entre 1938 y 1951, su actividad docente y magisterio se desarrollaron sobre todo en las Universidades de São Paulo y Federal de Río de Janeiro. En 1951 regresó a Portugal. 
Fue galardonado, en Brasil con la Ordem Nacional do Cruzeiro do Sul y en su país natal con la Ordem Militar de Sant'Iago da Espada, entre otras distinciones. Su biblioteca personal está depositada en la Universidad de São Paulo.

## Obra selecta traducida al español
- Camoens, Madrid: Editorial Voluntad, 1928.
- La lucha por la expresión, Madrid: Espasa-Calpe. Colección Austral, número 692.
- Bajo las cenizas del tedio, Madrid: Espasa-Calpe. Colección Austral, número 741.
- Historia literaria de Portugal (siglos XII-XX). Introducción histórica. La lengua y literatura portuguesas. (Era medieval). Madrid: Espasa-Calpe. Colección Austral, número 850.
- Historia literaria de Portugal (Era clásica: 1502-1825). Madrid: Espasa-Calpe. Colección Austral, número 861.
- Historia literaria de Portugal (Era romántica: 1825-actualidad). Madrid: Espasa-Calpe. Colección Austral, número 878.
- Después de Eça de Queiroz, Madrid: Espasa-Calpe. Colección Austral, número 1479.
- Las dos Españas, Urgoiti Editores, 2014. ISBN 978-84-940991-0-6.